# Концептуализация (лингвистика)
Концептуализация — это процесс определения набора когнитивных признаков (в том числе — и категориальных) какого-либо явления реального или воображаемого мира, которые позволяют человеку хранить в сознании и пополнять новой информацией сколько-нибудь очерченное понятие и/или представление об этом явлении и отличать его от других феноменов. Этот фрагмент знания человека о мире в когнитивной лингвистике принято называть концептом, который когнитологами определяется как «дискретное образование, являющееся
базовой единицей мыслительного кода человека, обладающее относительно упорядоченной внутренней структурой, представляющее собой результат познавательной (когнитивной) деятельности общества и несущее комплексную, энциклопедическую информацию об отражаемом
предмете или явлении, об интерпретации данной информации общественным сознанием и отношении общественного сознания к данному явлению или предмету».